# 金井塚良一
金井塚 良一（かないづか よしかず、1929年2月14日 - 2015年6月18日）は日本の考古学者。
埼玉県出身。1952年に東洋大学文学部を卒業。埼玉県立松山高等学校教諭を経て、埼玉県立さきたま資料館（現・埼玉県立さきたま史跡の博物館）や埼玉県立博物館の館長を務める。
吉見百穴横穴墓群、稲荷山古墳などの発掘調査に従事した。

## 著書
- 『吉見百穴横穴墓群の研究』校倉書房、1975年
- 『古代東国史の研究 稲荷山古墳出現とその前後』埼玉新聞社、1980年
- 『吉見の百穴 北武蔵の横穴墓と古代氏族』教育社<教育社歴史叢書>、1986年
- 『古代東国の原像 金井塚良一対談集』新人物往来社、1989年
- 『人物埴輪を語る 秘められた東国の古代』さきたま出版会、1991年
- 『はにわ屋高田儀三郎聴聞帳』新人物往来社、1994年
- 『馬冑が来た道 古代東国研究の新視点』吉川弘文館、2008年

金井塚良一先生の傘寿を祝う会編『常歩無限-考古学研究60年の軌跡』に著作目録がある。